# Nagin Cox

Trajectòria de la sonda Galileu on ha participat Nagin Cox

Nagin Cox (Bangalore, Índia, 1965) és una enginyera aeroespacial que treballa al Jet Propulsion Laboratory de la NASA.
Va créixer a Kansas City, Kansas, i Kuala Lumpur, Malàisia. i des que era una adolescent sempre va voler treballar al Jet Propulsion Laboratory. Les seves experiències dins del món musulmà li van mostrar que la gent té tendència a separar per sexes, races i nacionalitats, i va voler fer alguna cosa que li permetés unir la gent en lloc de dividir-la. El Programa Espacial ens obliga a mirar cap al cel i veure el món como un de sol.
Nagin es va graduar a la Universitat de Cornell i va obtenir el Màster en Investigació Operacional i Enginyeria Industrial i en Psicologia, i va treballar como a oficial de la Força Aèria dels Estats Units. Cox ha fet realitat el somni d'infància i ha treballat com a enginyera de naus espacials del NASA/JPL durante 20 anys. Va treballar també a l'entrenament aeri de la tripulació del caça F-16 i va rebre el grau de Màster en Enginyeria de Sistemes d'Operacions Espacials de l'Institut de Tecnologia de la Força Aèria. Ha treballat també a les missions de la sonda Galileu, enviada a Júpiter, i de Kepler, especialitzada en cerca d'exoplanetes, i amb els robots exploradors de Mart: la missió Mars Exploration Rovers i Rover Curiosity.
L'any 2015 va descobrir l'asteroide 14061, anomenat Nagincox en honor seu. L'any següent, va ser convidada a donar una conferència sobre les missions a Mart i com la diferència en els temps de rotació de Mart, 40 minuts més llarg que a la Terra, afecta el treball diari de l'equip.
Ha rebut les medalles: NASA Exceptional Service Medal i NASA Exceptional Achievement Medals.
Actualment, Nagin Cox treballa al Laboratori de Ciència de Mart.